# Jogos do Extremo Oriente de 1915
Os Jogos do Extremo Oriente de 1915 foram a segunda edição do evento multiesportivo, que ocorreu em Shanghai, na China. As Filipinas foram o país campeão desta edição.

## Participantes
Três países participaram do evento:
- República da China
- Filipinas
- Império do Japão